# جودیت اندرسون
جودیت اندرسون (انگلیسی: Judith Anderson؛ زاده ۱۰ فوریهٔ ۱۸۹۷ – درگذشته ۳ ژانویهٔ ۱۹۹۲) هنرپیشه اهل استرالیا بود.
از فیلم‌هایی که وی در آن نقش داشته است، می‌توان به ربه‌کا، گربه روی شیروانی داغ، ده فرمان، لورا، مردی به نام اسب و ردیف پادشاهان اشاره کرد.